# 볼룬드

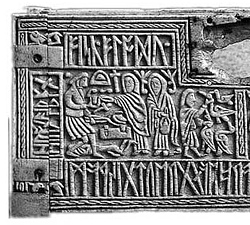

볼룬드(고대 노르드어: Vǫlundr)는 노르드 신화를 비롯한 게르만 신화에 등장하는 전설적인 대장장이이다. 노르드에서는 볼룬드 또는 벨렌트(Velentr), 앵글로색슨에서는 웰란드(고대 영어: Wēland, 영어: Wayland 웨일랜드[*]), 대륙 게르만에서는 위올란트(고대 고지 독일어: Wiolant)라 했다.

## 노르드어 출전
《고 에다》에 실린 〈볼룬드의 서사시〉에 따르면, 핀인들의 왕은 세 아들을 낳았는데 그 아들들이 볼룬드, 에길, 슬라그피드였다. 한 판본에 따르면 삼형제는 세 명의 발키리 올룬, 헤르보르 알비트, 흘라드구드 스반흐비트와 각각 결혼하였다. 결혼하고 9년이 지나자 발키리들은 남편들을 떠났고, 에길과 슬라그피드는 그 뒤를 따라갔다가 영영 돌아오지 못했다. 다른 판본에 따르면 볼룬드는 백조녀 헤르보르와 결혼하여 아들 헤이메(Heime)를 낳았지만 헤르보르는 나중에 볼룬드의 곁의 떠났다. 두 판본 모두 헤르보르는 반지 하나를 남기고 떠나는데, 보다 오래된 신화에서는 볼룬드가 이 반지의 복제품을 7백 개 만들었다는 전승도 있다.
나중에 니두드 왕이 네리케(오늘날 스웨덴의 네르케)에서 잠자고 있는 볼룬드를 붙잡아다 그의 오금을 잘라 앉은뱅이로 만들고 세바르스토드(Sævarstöð) 섬에 유폐시켰다. 왕은 감금당한 볼룬드에게 여러 가지 물건들을 대장하도록 강요했고, 헤르보르의 반지도 빼앗겨 그 반지는 왕의 딸 보드빌드에게 주어졌다.
볼룬드는 복수하기 위하여 왕의 아들들이 그를 비밀리에 찾아오자 그들을 죽이고 그들의 두개골로 성작을, 눈알로 보물을, 이빨로 브로치를 만들었다. 그는 성작은 왕에게, 보물은 왕비에게, 브로치는 공주에게 보냈다. 나중에 공주가 반지를 수선해 달라고 찾아오자 그는 반지를 빼앗고 공주를 강간해 아들을 잉태시킨 뒤 자기가 만든 날개를 이용해 탈출했다.
볼숭 대계에 등장하는 마검 그람을 만든 것도 볼룬드라고 한다.

## 볼룬드가 만들었다는 물건들
- 알마스: 랭스 대주교 튀르팽의 검(출전: 《대제 카를의 사가》)
- 칼리번: 멀린과 아서 왕의 검
- 커르테너: 홀거 단스케의 검(출전: 《대제 카를의 사가》)
- 두란달: 롤랑의 검(출전: 《대제 카를의 사가》). 다만 《사랑에 빠진 오를란도》에서는 두란달이 원래 트로이의 헥토르의 검이었다고 한다.
- 미뭉: 경쟁자 대장장이 아밀리아스(Amilias)와 겨루기 위해 만든 검(출전: 《티드레크의 사가》). 《대제 카를의 사가》에 따르면 미뭉은 나중에 카를 대제의 조카 란드리의 소유가 되었다고 한다.
- 보르도의 우옹의 이름 모를 검(출전: 버너스 남작)
- 그람: 시그문드의 검. 오딘에 의해 파괴되었다가 나중에 레긴이 복구하여 시그문드의 유복자 시구르드가 사용해 드래곤 파프니르를 퇴치한다(출전: 《볼숭 일족의 사가》)

## 같이 보기
- 고브누
- 일마리넨
- 시구르드
- 불카누스